# Östra Bangatan

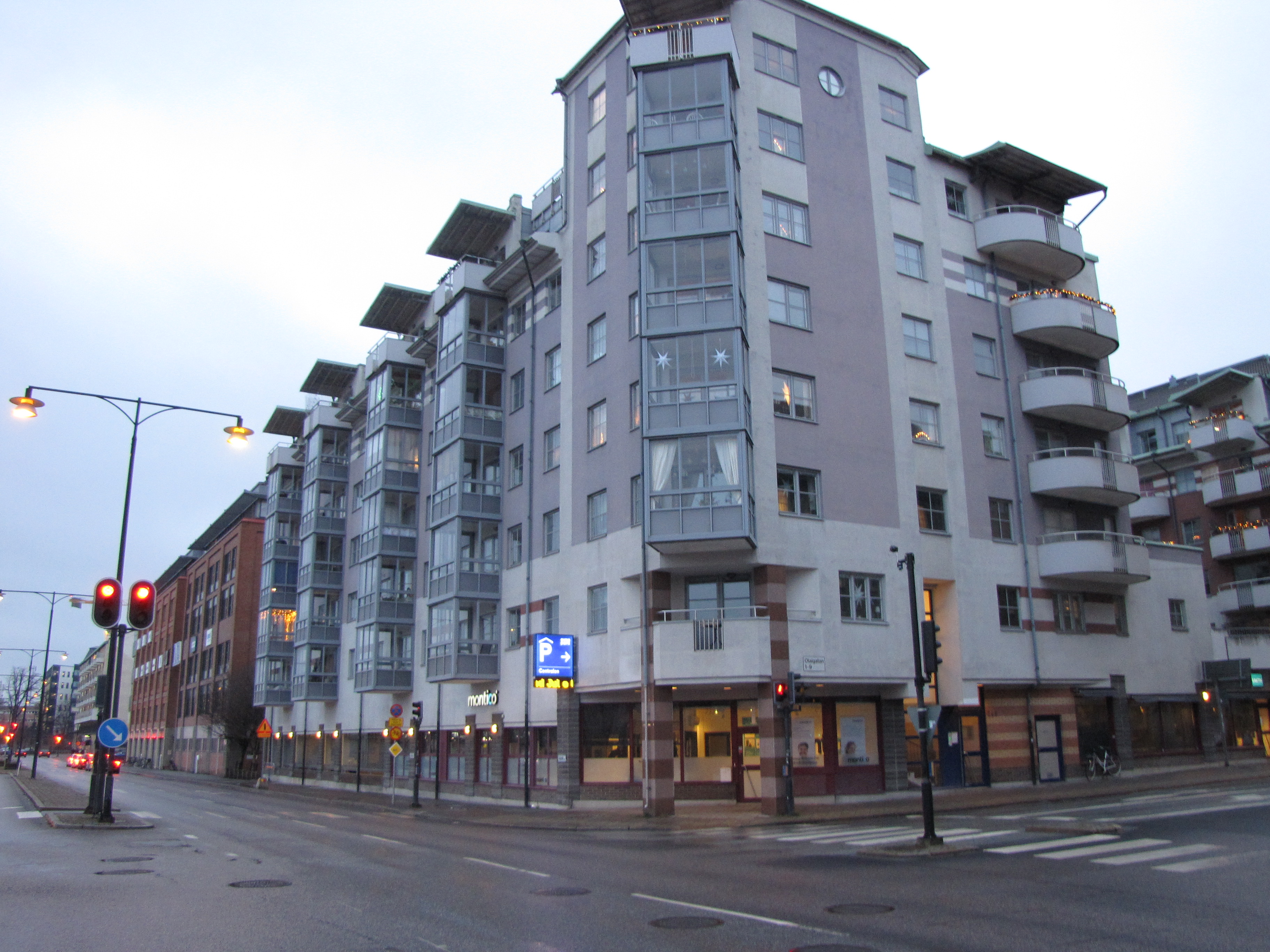
Östra bangatan i Örebro.

Östra Bangatan är en viktig genomfartsled som går i syd-nordlig riktning genom Örebro. I söder börjar den vid Oscariahuset där den har delat sig från Södra Infartsleden. Därefter går den längs Godsstråket genom Bergslagen fram till Hagaby där den övergår i Riksväg 50 mot Falun och passerar Örebro Södra och Centralstationen. 
Dessutom korsar den Rudbecksgatan och Vasatorget. Vägsträckan är fyrfilig och skyltad med 50 och 70 som högsta tillåtna hastighet. 
Detta var den gamla genomfartsleden genom Örebro innan västerledsmotorvägen byggdes.[källa behövs] I korsningen mot Rudbecksgatan ligger sedan 2009 den 17 våningar höga byggnaden Behrn Center.